# 鲁道夫·曼格
鲁道夫·曼格（德語：Rudolf Mang，1950年6月17日—2018年3月12日），德国男子举重运动员。他曾代表西德参加1968年和1972年夏季奥林匹克运动会举重比赛，其中1972年奥运会获得一枚银牌。